# NGC 4442
NGC 4442 ist eine linsenförmige Zwerggalaxie vom Hubble-Typ SB0 im Sternbild Jungfrau an der Ekliptik. Sie ist schätzungsweise 22 Millionen Lichtjahre von der Milchstraße entfernt und hat einen Durchmesser von etwa 30.000 Lichtjahren. Unter der Katalognummer VCC 1062 ist sie als Mitglied des Virgo-Galaxienhaufens aufgeführt und ist die hellste Galaxie der NGC 4442-Gruppe (LGG 288). Möglich ist eine gravitative Bindung mit PGC 40974. 

Im selben Himmelsareal befinden sich u. a. die Galaxien NGC 4445, IC 3412, IC 3357, IC 3374.
Das Objekt wurde am 15. April 1784 von dem deutsch-britischen Astronomen Wilhelm Herschel entdeckt.

## NGC 4442-Gruppe (LGG 288)
| Galaxie   | Alternativname | Entfernung / Mio. Lj |
| --------- | -------------- | -------------------- |
| NGC 4424  | PGC 40809      | 17                   |
| NGC 4442  | PGC 40950      | 22                   |
| NGC 4445  | PGC 40987      | 13                   |
| NGC 4469  | PGC 41164      | 21                   |
| NGC 4491  | PGC 41376      | 20                   |
| NGC 4526  | PGC 41772      | 25                   |
| IC 3381   | PGC 40985      | 28                   |
| IC 3414   | PGC 41166      | 21                   |
| IC 3521   | PGC 41847      | 24                   |
| PGC 41036 | UGC 7596       | 22                   |
| PGC 41258 | UGC 7636       | 17                   |
| PGC 41377 | NGC 4486A      | 32                   |
| PGC 41442 | VCC 1357       | 24                   |